# Massa-Carrara
Massa-Carrara (afgekort: MS) is een van de tien provincies van de Italiaanse regio Toscane. De provincie heeft twee hoofdsteden, Massa en Carrara.
Het is de meest noordelijke provincie van Toscane. Het gebied meet 1156 km² en heeft ongeveer 200.000 inwoners. Het grondgebied ligt grotendeels in de Apennijnen, maar de smalle kuststrook aan de Middellandse Zee in het westen is vlak. Het gebied is vooral bekend om de marmerwinning, waarvan de stad Carrara het centrum is.
Massa-Carrara grenst aan de provincies Lucca (Toscane), Reggio Emilia en Parma (beide behorend tot Emilia-Romagna) en La Spezia (behorend tot Ligurië).

## Belangrijke plaatsen
- Aulla is de enige andere grotere plaats in de provincie.